# Conductas repetitivas centradas en el cuerpo
Las conductas repetitivas orientadas o centradas en el cuerpo, en inglés Body-focused repetitive behavior (BFRB) es un nombre general utilizado para denominar a un grupo de trastornos del control de impulsos focalizados en el cuerpo, que implican comportamientos compulsivos que causan lesiones físicas.
Los trastornos BFRB principales son tres:
- Tricotilomanía, tirarse del pelo.
- Onicofagia, morderse las uñas.
- Dermatilomanía, pellizcarse la piel.

También pueden incluirse dermatofagia (mordido de piel compulsivo), morderse el interior de las mejillas o los labios, apretar o palpar imperfecciones, y rinotilexomanía (hurgado de nariz compulsivo). Los BFRB generalmente no se consideran trastornos obsesivo-compulsivos.

## Causas
La causa de las BFRB's es desconocida. Sin embargo, las variables emocionales pueden tener un impacto diferencial en la expresión de las BFRBs. Los investigadores están estudiando un posible componente genético.

Una parte de las personas que sufren de esta enfermedad demuestran síntomas en su niñez o adolescencia debido a problemas relacionados con sus vínculos familiares o amistosos o cambios relacionados con la personalidad. Usualmente empiezan mordiendo lo que tengan a su alcance, desde borradores, hasta lápices, crayones y demás.

## Prevalencia
Las BFRBs suelen ser trastornos mal entendidos, diagnosticados, y tratados. Puede afectar al menos a 1 de cada 20 personas. Solamente la tricotilomanía se cree que afecta a 6 millones de personas en los Estados Unidos.

## Tratamiento
El tratamiento puede incluir terapia de modificación de la conducta, los medicamentos y la terapia familiar.